# Portret syna artysty na koniu
Portret syna artysty na koniu – obraz olejny namalowany przez Jana Matejkę w 1882 roku, znajdujący się w zbiorach Muzeum Sztuki w Łodzi w oddziale Muzeum Pałac Herbsta. 

## Opis dzieła
W centralnej części kompozycji znajduje się chłopiec w czerwonym stroju. Dziecko siedzi na karym koniu, który stoi na leśnej drodze, a na drugim planie widać las. Chłopiec w rękach trzyma szpicrutę skierowaną ku górze. 

## Historia
Obraz przedstawia dziewięcioletniego syna Jana Matejki i Teodory Matejki, Jerzego (1873-1927). Artysta malował portret od września 1882 roku w swojej posiadłości w Krzesławicach. Równocześnie z Portretem syna artysty na koniu, Matejko malował obrazy dwóch córek. Żona artysty, Teodora, chorowała i długo była nieobecna w domu. Malując portrety swoich dzieci, artysta chciał okazać im wsparcie w tym trudnym okresie dla jego rodziny. 
Jan Krystyn hr. Ostrowski z Ujazdu zakupił ten obraz dla Muzeum Sztuki w Łodzi w 1939 roku. 

## Wystawy
- Galeria Malarstwa Polskiego, Warszawa, 1883 (wg. Matejko : obrazy olejne : katalog / pod red. i ze wstępem Krystyny Sroczyńskiej, Warszawa, Arkady, 1993, s. 188).
- Kraków, 1884.
- Lwów, 1884 (wg. Matejko : obrazy olejne : katalog / pod red. i ze wstępem Krystyny Sroczyńskiej, Warszawa, Arkady, 1993, s. 188).
- Poznań, 1884, Pałac Działyńskich.
- Berlin, 1884 (wg. Matejko : obrazy olejne : katalog / pod red. i ze wstępem Krystyny Sroczyńskiej, Warszawa, Arkady, 1993, s. 189).
- Kraków, 1893.
- Lwów, 1894.
- Warszawa, 1894.
- Warszawa 1895, Salon Artystyczny.
- Warszawa, 1895, Towarzystwo Zachęty Sztuk Pięknych.
- Warszawa, 1898.
- Petersburg, 1898.
- Warszawa, 1916.
- Bukareszt, 1959.
- Łódź, 1963.
- Kraków, 1963.
- Kraków, 1965, Dom Jana Matejki (wg. Matejko : obrazy olejne : katalog / pod red. i ze wstępem Krystyny Sroczyńskiej, Warszawa, Arkady, 1993)
- Łódź, 1976/1.
- Łódź, 1976/2.
- Kraków, 1979.
- Łódź, 1982.
- Łódź, 1989.
- Turek, 1992.
- Tomaszów, 1992.
- Piotrków, 1992/1993.
- Włocławek, 1993.
- Łódź, 1997.
- Wieluń, 2000.
- Włocławek, 2001.
- Warszawa, 2004.
- Poznań, 2004.
- Łódź, 2005[4].